# Вулиця Академіка Тронька
Ву́лиця Акаде́міка Тронька́ — вулиця в Голосіївському районі міста Києва. Пролягає від вулиці Академіка Заболотного до Національного музею народної архітектури та побуту України.

## Історія
Вулиця виникла в середині 1970-х років як безіменний проїзд, що сполучив вулицю Академіка Заболотного з головним входом і в'їздом до Музею народної архітектури та побуту.
Назва на честь українського історика, академіка Петра Тронька — з 2015 року.